# Sukelus
Sukelus é um género de Scarabaeidae ou escaravelhos na tribo Onthophagini, contendo a espécie única Sukelus jessopi.